# Podhájí (přírodní památka)
Podhájí je přírodní památka poblíž obce Vacov v okrese Prachatice. Chráněné území se rozkládá zhruba tři čtvrtě kilometru severně od vesnice Čábuze po pravé straně údolí Mladíkovského potoka. Dalšími blízkými sídly jsou Mladíkov a Benešova Hora, vše místní části Vacova. Oblast spravuje Agentura ochrany přírody a krajiny ČR. Důvodem ochrany je mokřadní louka s hojným výskytem ohrožených a chráněných druhů rostlin v údolí Mladíkovského potoka. Území přírodní památky tvoří část evropsky významné lokality Čábuze.

## Galerie

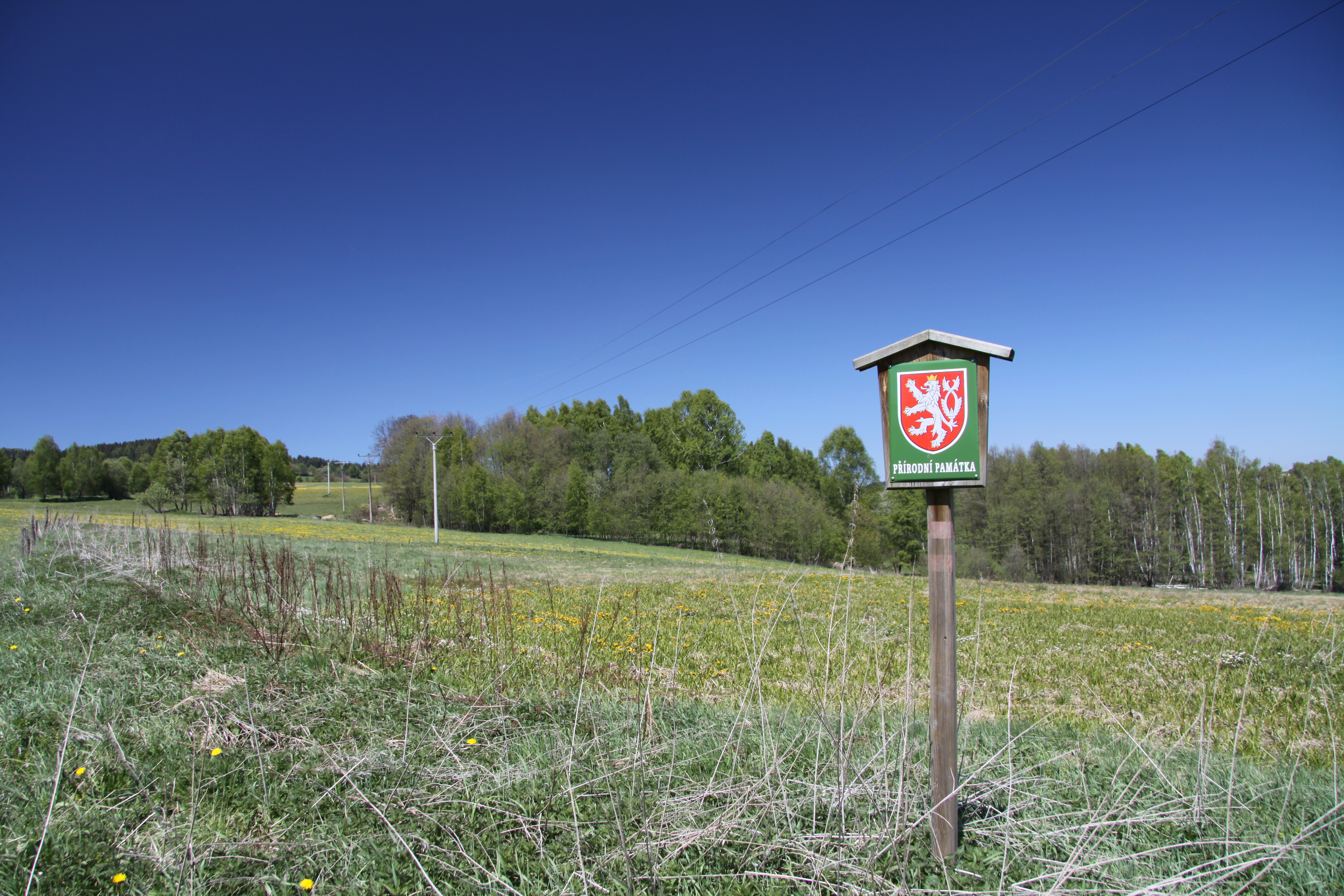
Pohled z okolní louky
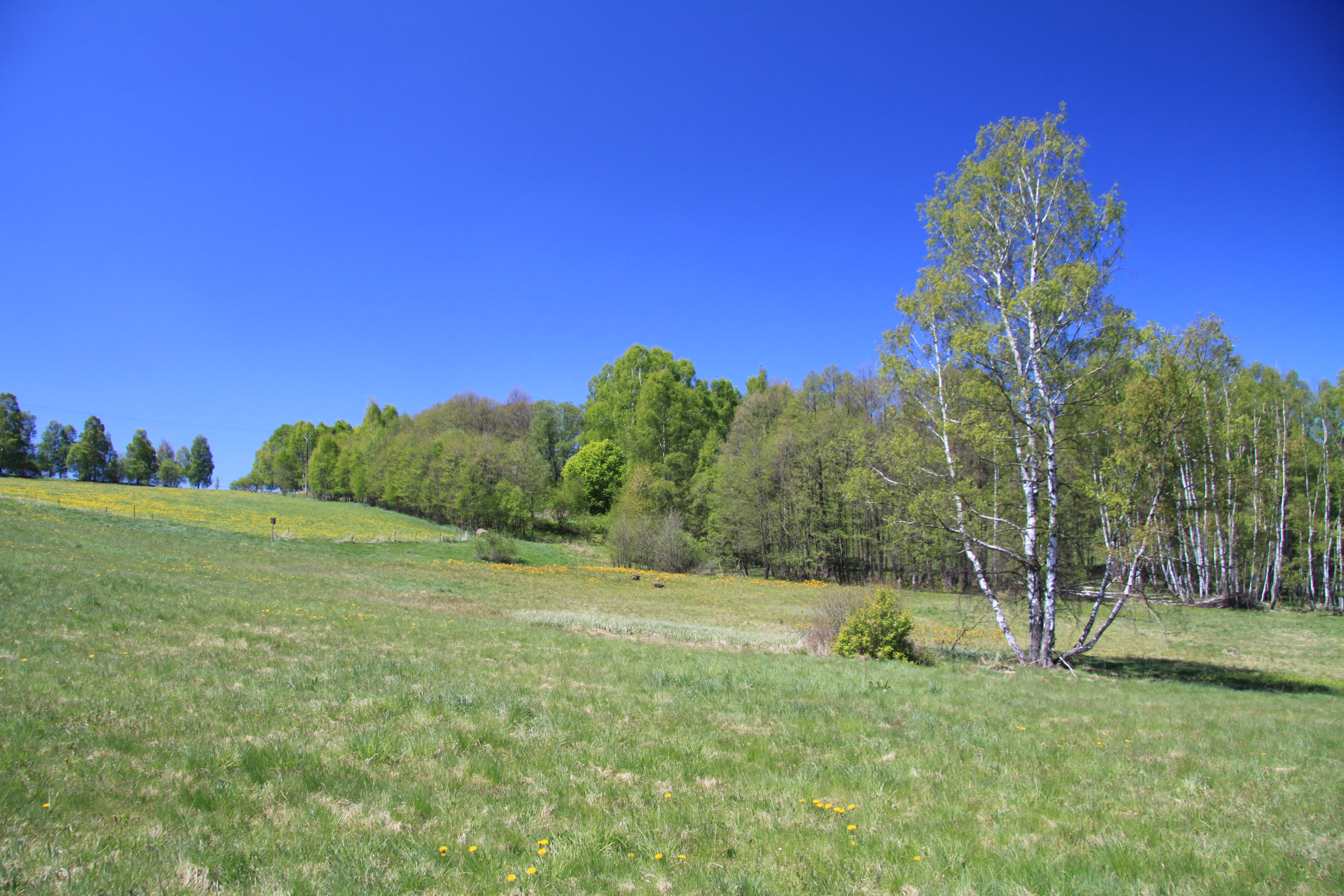
V srdci památky se nachází vzrostlá bříza
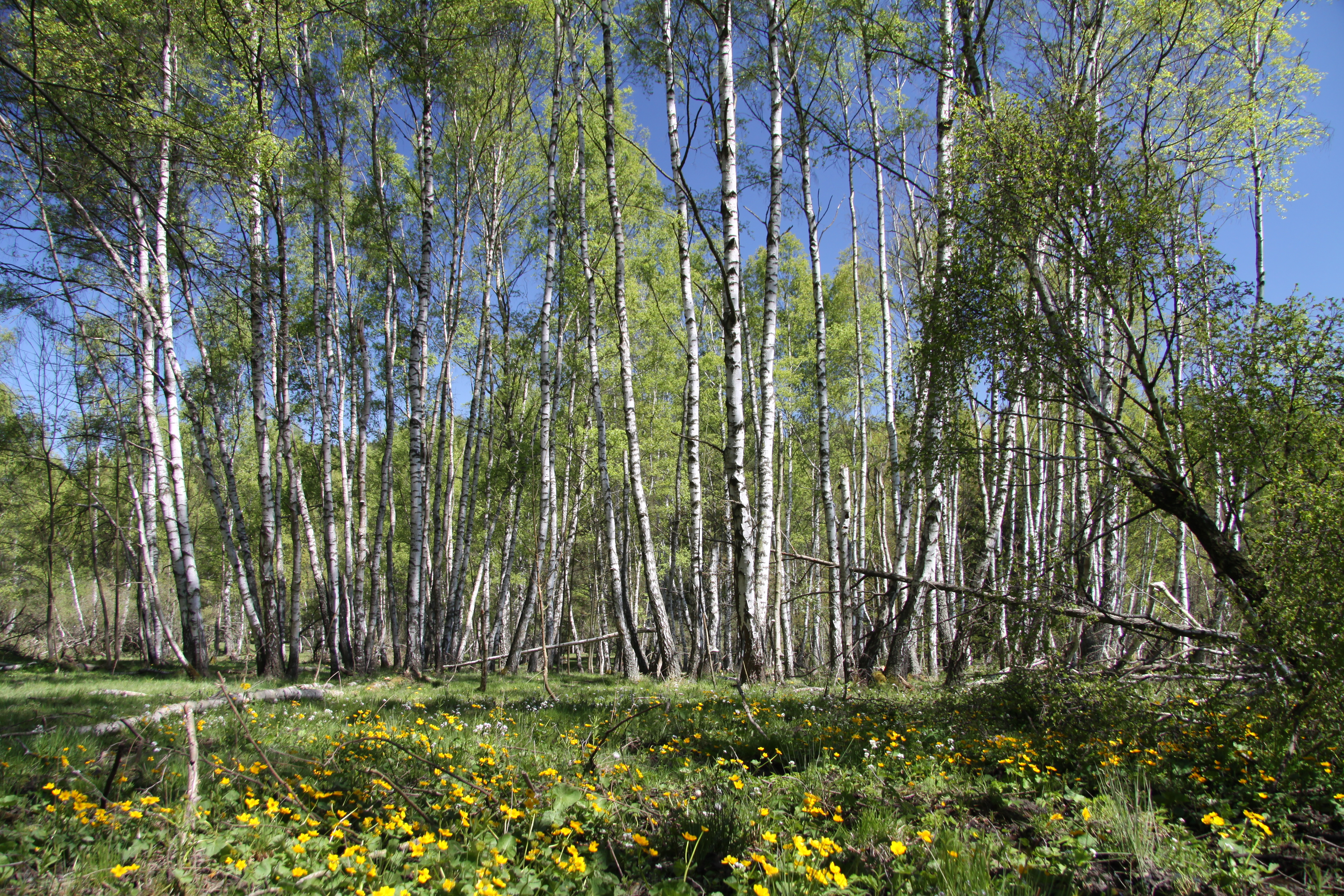
V severní části se nachází březový podmáčený les
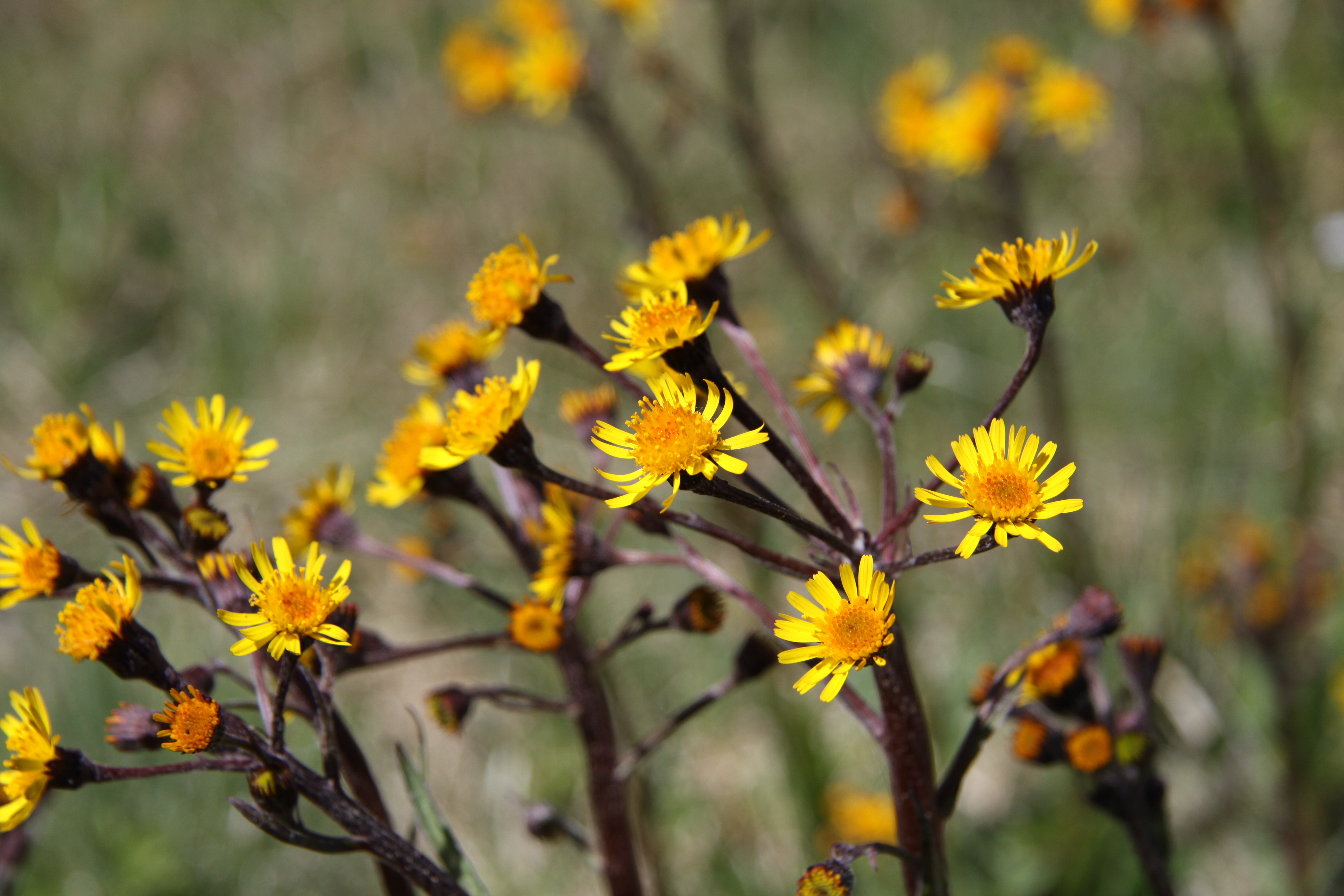
Pohled na rozkvetlé květiny na území památky